# 法慶事件
法慶事件，又称为法慶之亂、大乘教起义，是由北魏僧人法慶主導的一个历時两年的起事，被北征都督元遙平定。

## 历史
南北朝时期的北魏佛教盛行，而僧人内部政治、经济地位相差悬殊。北魏孝文帝即位后，佛教内部的派系斗争日益明显地表现为社会阶级的斗争。最高统治者有时支持某些僧侣讲道说法，又严禁另一些僧侣聚徒传教。部分僧侣颂扬明君有道的同时，另一些僧侣却公然毁寺烧经，举兵造反。
延兴三年（473年）沙门慧隐反。太和五年（481年）沙门法秀于京都平城举事，参加者有官僚大族，更多的是平民和奴隶。十四年（490年），沙门司马惠御自称圣王，起兵攻克平原郡。延昌三年（514年），沙门刘僧绍起兵于幽州，自称净居国明法王。这些叛逆往往也是宗教上的异端，遭北魏政府的残酷镇压。在刘僧绍起兵失败后一年，爆发了更大规模的大乘教起事。
延昌四年（515年）六月，冀州（今河北冀县）沙门法庆、惠晖在渤海李归伯的支持下，率乡人起兵于武邑阜城。法慶以归伯为十住菩萨、平魔军司、定汉王，自号大乘，自命為“新佛”，創“大乘教”。所謂的「新佛」就是引用佛經中“彌勒下生成佛”之說，「彌勒佛取代釋迦牟尼佛下凡救世」等思想。
法慶生性殘暴，一反佛教五戒戒殺的原則，力倡「殺人作亂」，曰「殺一人者為一住菩薩，殺十人者為十住菩薩」，對佛教僧侶亦極為殘酷，传言「新佛出世，除去舊魔」，烧寺院，焚经像，杀僧尼。“屠滅寺舍，斬戮僧尼，焚燒經像”，“又合狂藥令人服之，父子兄弟不相識，唯以殺害為事”。
大乘军攻克阜城，杀县令，于煮枣城（今河北枣强）大败州军，斩乐陵太守崔伯驎。又回师北上，围渤海（今河北南皮北），克郡城。
冀州刺史蕭寶夤遣兼長史崔伯驎討之，大乘軍在煮棗城（今河北棗強）擊敗州軍，斬樂陵太守崔伯驎。此時州军人无斗志，屡被挫败。大乘军发展迅速，众至五万余。七月，北魏以元遥为征北大都督，率军十万，东下冀州。
冀州刺史萧宝夤启用当地豪强渤海李壁、封隆之等，会同长乐太守李虔，率州军配合元遥大军镇压叛乱。同时，北魏还派遣冀州大族清河张始均为行台，与渤海封津、高绰等在阵前招降。九月十四日，大乘军兵败，法庆、惠晖及头领百余人被捕杀，叛民被屠杀者以万数。北魏又派酷吏谷楷至冀州搜杀大乘军余众，李归伯约在此时被俘被杀，百姓受害者甚多。大乘余部被迫渡漳水入瀛州。熙平二年（517年）正月，叛众突入州治赵都（今河北河间），焚烧州衙，但终于被镇压。
大乘教起義延续了近两年，兵锋及于冀、瀛二州的武邑、勃海、长乐、武垣四郡，叛众最盛时达五万余，是北魏时期以宗教为旗帜的规模最大的起事。此後，假彌勒降世為旗號的事件此起彼落，形成跨越数百年的彌勒教造反运动。
《魏書》、《資治通鑒》謂法庆自号大乘，未有提及建立年號。《玉海》以大乘為法庆的年號。

## 註解
1. ↑  《魏書·元遙傳》
2. ↑  李崇智，《中国历代年号考》，中华书局，2001年1月 ISBN 7101025129